# 唐橋在知
唐橋 在知（からはし ありとも、 1887年〈明治20年〉9月18日 - 1973年〈昭和48年〉7月30日）は、日本の神職、華族（子爵）。正四位。殿掌、掌典。

## 経歴
1887年、貴族院子爵議員・唐橋在正の次男として生まれる。
明治大学政経科卒業。1931年、父・在正の隠居に伴い子爵を襲爵し、華族制度廃止まで爵位を保有した。
また、神職を務め、霊山神社の宮司に就任した。

## 親族
出典が無い限り、霞会館 1996a, pp. 455–456を参照した。
- 父：唐橋在正 - 貴族院子爵議員、子爵
- 母：唐橋竹子 - 権大納言綾小路有長五女
  - 叔父：錦小路在明 - 子爵
  - 姉：峯子（1883 - 1936） - 清岡長言妻[3]
  - 兄：在績（1885 - 1900）
  - 弟：在孝（1903 - 0950） - 叔父・錦小路在明養子
- 前妻：唐橋静子（1895 - 1931） - 山本太郎四女[注釈 1]
  - 長女：正枝（1931 - ） - 山段忠夫人
- 後妻：唐橋才子（1906 - 1984） - 馬木徳蔵長女
  - 次女：喜美子（1935 - ） - 中川貞夫夫人
  - 長男：在威（1937 - ）